# Petrophile diversifolia
Petrophile diversifolia är en tvåhjärtbladig växtart som beskrevs av Robert Brown. Petrophile diversifolia ingår i släktet Petrophile och familjen Proteaceae. Inga underarter finns listade i Catalogue of Life.